# A Szombathelyi Haladás 2017–2018-as szezonja
A  Swietelsky Haladás 2017–2018-as szezonja szócikk a Swietelsky Haladás első számú férfi labdarúgócsapatának egy idényéről szól.

## Játékoskeret
Utolsó módosítás: 2018. február 2.

*A vastaggal jelzett játékosok felnőtt válogatottsággal rendelkeznek.
| #  |     | Poszt | Név               |
| -- | --- | ----- | ----------------- |
| 1  | HUN | K     | Király Gábor      |
| 6  | BEL | V     | Stef Wils         |
| 7  | SVK | CS    | Pinte Patrik      |
| 8  | NGR | CS    | Funsho Bamgboye   |
| 9  | SER | CS    | Miroslav Grumić   |
| 10 | SVK | CS    | Karol Mészáros    |
| 11 | AUS | KP    | David Williams    |
| 12 | HUN | KP    | Kiss Bence        |
| 13 | HUN | V     | Polgár Kristóf    |
| 14 | HUN | CS    | Medgyes Zoltán    |
| 16 | HUN | KP    | Rácz Barnabás     |
| 19 | CZE | CS    | Michael Rabušic   |
| 21 | HUN | KP    | Kiss Tamás        |
| 23 | HUN | V     | Schimmer Szabolcs |

| #  |     | Poszt | Név               |
| -- | --- | ----- | ----------------- |
| 26 | HUN | V     | Jagodics Márk     |
| 27 | ROU | KP    | Kovács Lóránt     |
| 29 | HUN | V     | Németh Milán      |
| 31 | HUN | KP    | Németh Márió      |
| 32 | SVK | V     | Kristián Kolčák   |
| 35 | HUN | V     | Predrag Bošnjak   |
| 42 | HUN | K     | Lévay Gergely     |
| 44 | HUN | K     | Gyurján Márton    |
| 66 | HUN | K     | Rózsa Dániel      |
| 70 | HUN | V     | Jancsó András     |
| 79 | HUN | KP    | Halmosi Péter     |
| 80 | HUN | KP    | Petró Balázs      |
| 92 | BRA | CS    | Myke Bouard Ramos |
| 98 | HUN | KP    | Tóth Máté         |

## Statisztikák
Utolsó elszámolt mérkőzés: 2017. október 21.

### Kiírások
Dőlttel a jelenleg még le nem zárult kiírásokat illetve az azokban elért helyezést jelöltük.
| Kiírás        | Statisztikák | Statisztikák | Statisztikák | Statisztikák | Statisztikák | Statisztikák | Statisztikák | Kezdő forduló/ helyezés  | Végső forduló/ helyezés | Mérkőzések dátumai | Mérkőzések dátumai | Mérkőzések dátumai |
| Kiírás        | M            | GY           | D            | V            | LG–KG        | GK           | GÁ           | Kezdő forduló/ helyezés  | Végső forduló/ helyezés | Első               | Utolsó             | Következő          |
| ------------- | ------------ | ------------ | ------------ | ------------ | ------------ | ------------ | ------------ | ------------------------ | ----------------------- | ------------------ | ------------------ | ------------------ |
| OTP Bank Liga | 30           | 10           | 04           | 16           | 33–48        | –15          | 2,54         | 11.                      | 10.                     | 2017. 07. 15.      | 2018. 05. 12.      | 2018. 05. 19.      |
| Magyar kupa   | 02           | 01           | 01           | 0            | 07–01        | 0+6          | 3,50         | 6. forduló (legjobb 128) | 7. forduló (legjobb 64) | 2017. 09. 20.      | 2017. 10. 24.      | —                  |
| Összesen      | 32           | 11           | 05           | 16           | 40–49        | 0–9          | 1,25         |                          |                         |                    |                    |                    |

## OTP Bank Liga
Győzelem
      Döntetlen
      Vereség

### Első kör
| 1. forduló 2017. július 15., szombat 20:30 |

| Budapest Honvéd                     | 2 – 0               | Swietelsky Haladás                                |
| ----------------------------------- | ------------------- | ------------------------------------------------- |
| Bobál (1–0) 30' Lanzafame (2–0) 89' | (1 – 0) Jegyzőkönyv | 35' Németh Milán 51' Kovács 59' Simon 90' Halmosi |

| Bozsik József Stadion, Budapest Nézőszám: 2 090 Játékvezető: Erdős József (magyar) Asszisztensek: Ring György és Theodoros Georgiou |

- Haladás: Király — Bosnjak, Jagodics, Wils, Polgár — Kovács (Rácz  71'), Simon (Jancsó  70'), Kiss, Tóth, Németh — Williams (Halmosi  71'). Vezetőedző: Mészöly Géza

| 2. forduló 2017. július 22., szombat 20:30 (tv: Duna World) |

| Swietelsky Haladás             | 1 – 0               | Debreceni VSC                    |
| ------------------------------ | ------------------- | -------------------------------- |
| Williams (1–0) 3' Jagodics 76' | (1 – 0) Jegyzőkönyv | 5' Kuti 55' Szatmári 81' Mengolo |

| Káposztás utcai Stadion, Sopron Nézőszám: 1 276 Játékvezető: Berke Balázs (magyar) Asszisztensek: Márkus Tamás és Becséri Gergely |

| 3. forduló 2017. július 29., szombat 18:00 |

| Swietelsky Haladás      | 0 – 3               | Diósgyőr                                                                                |
| ----------------------- | ------------------- | --------------------------------------------------------------------------------------- |
| Bosnjak 44' Grumics 67' | (0 – 0) Jegyzőkönyv | 60' (0–1) Tamás 75' (0–2) Óvári 87' (0–3) Busai 29' Tóth 38' Szarka 45' Busai 80' Ugrai |

| Soproni Városi Stadion, Sopron Nézőszám: 1 544 Játékvezető: Farkas Ádám (magyar) Asszisztensek: Berettyán Péter és Horváth Róbert |

| 4. forduló 2017. augusztus 5., szombat 20:00 |

| Paks                                            | 2 – 0               | Swietelsky Haladás            |
| ----------------------------------------------- | ------------------- | ----------------------------- |
| Szabó 78' (1–0) 57' Bartha (2–0) 62' Papp 90+1' | (0 – 0) Jegyzőkönyv | 28' Tóth 75' Wils 86' Kiss B. |

| Fehérvári úti stadion, Paks Nézőszám: 1 073 Játékvezető: Vad István (magyar) Asszisztensek: Tóth II. Vencel és Theodoros Georgiou |

 A Haladás vereséggel kezdett Kispesten, majd legyőzte a Debrecent, aztán kétszer ismét kikapott (a 3. fordulóban a DVTK-tól 3–0-ra, míg a 4. fordulóban a Pakstól 2–0-ra). A Diósgyőr ellen ráadásul eddigi legsúlyosabb soproni vereségét szenvedte el. Hazai mérlege 2017-ben négy győzelem, egy döntetlen, négy vereség. A Horváth Ferenc által irányított újonc eddig bravúrosan szerepelt idegenben, a legutóbbi bajnokság arany- és ezüstérmese ellen is pontot tudott szerezni (az 1. fordulóban a Videoton otthonában 2–2, míg a 3. fordulóban a Honvéd otthonában 2–2). A négy fordulóban csupán egyszer, a Vasas ellen otthon kapott ki (2. forduló,  0–1). Tavaly, amikor Mészöly Géza együttese rossz hazai szériában volt, éppen Horváth Ferenc akkori csapata, a Diósgyőr ellen nyert 3–1-re. Az a győzelem aztán egy kítűnő sorozatot indított el. 
| 5. forduló 2017. augusztus 12., szombat 18:00 |

| Swietelsky Haladás                                                         | 3 – 1               | Balmaz Kamilla Gyógyfürdő   |
| -------------------------------------------------------------------------- | ------------------- | --------------------------- |
| Williams (1–0) 24' (11-esből) • (2–0) 40' Jagodics 76' (3–1) 78' Simon 19' | (1 – 0) Jegyzőkönyv | 76' (2–1) Vajda 14' Andrics |

| Káposztás utcai Stadion, Sopron Nézőszám: 1 162 Játékvezető: Szabó Zsolt (magyar) Asszisztensek: Farkas Balázs és Szalai Dániel |

- Haladás: Király  — Simon, Wils (Jagodics  53'), Németh Márió, Bošnjak — Kiss (Tóth M.  szünetben), Mészáros K., Jancsó — Ramos, Medgyes (Grumics  80'), Williams Fel nem használt cserék: Gyurján (kapus), Tóth D., Rácz, Kovács L. Vezetőedző: Mészöly Géza
- Balmazújváros: Horváth — Póti, Tamás, Rus, Uzoma — Vajda, Sigér , Haris — Arabuli (Belényesi  80'), Kovács (Zsiga  56'), Andrics (Rácz  66') Fel nem használt cserék: Szécsi (kapus), Habovda, Batarelo, Virág. Vezetőedző: Horváth Ferenc

Az egy–egy győzelemmel álló csapatok találkozóján a keretből kikerült Halmosi Pétert nélkülöző Haladás kezdett jobban, az újonc balmazújvárosiak kontrákból próbálkoztak. A soproni "albérletben" lévő szombathelyiek Williams büntetőjével szereztek vezetést, ez volt a csapat második találata a szezonban; (1–0). A hajdúsági együttes rákapcsolt, és több gólhelyzetet is kialakított, ám a 41 éves Király Gábor rendre hárított. Térfélcsere után élénk mezőnyjáték folyt a pályán, mígnem egy pontos középre adásból Williams megduplázta a hazaiak előnyét; (2–0). Vajda remek szabadrúgásból szépített; (2–1). Majd Jagodics egy közeli fejessel biztosította a szombathelyiek idénybeli második győzelmét; (3–1). A Haladás legutóbbi kilenc bajnokijából a másodikat nyerte meg, az újonc Balmazújváros pedig április óta először kapott ki idegenben.
Nyilatkozatok a mérkőzés után:
Nehéz mérkőzést játszottunk, győzelmünk értékét növeli, hogy egy nagyszerű ellenfelet győztünk le. Jól kezdtük a meccset, ezt a jó időszakot egy góllal koronáztuk meg. Teli önbizalommal játszottunk, bátran felvállaltuk a cseleket. A második félidőben kicsit leült a játék, de csapat erejét mutatja, hogy akkor szereztünk gólt, amikor nem ment annyira a foci. A beszálló játékosok sokat tettek hozzá a meccshez, így például Jagodics Márk, aki korábban rendszeresen kezdő volt, de most nem duzzogott, hogy nem került a kezdőcsapatba. Örülök, hogy a Balmazújváros találatára gyors góllal válaszoltunk, s ezzel eldöntöttük a mérkőzést. Ma igazi csapatként működtünk, a játékosok kisegítették egymást, mindig volt egy becsúszó láb. A fiúknak helyén volt a szívük, örülök, hogy három gólt gólt szereztünk. Ami Stef Wilset illeti, egy hete Pakson kifordult a bokája, de nem jött rendben teljesen, ezért le kellett cserélni
Jó iramú mérkőzést játszottunk, amely nem úgy alakult, ahogy szerettük volna. A Haladás gólja után ugyanis nem tudtuk a saját játékukat játszani, másfajta futballba kényszerültünk bele. Az az igazság, hogy nem ronthattunk az ellenfélnek, hiszen ez még csak az ötödik NB I-es meccsünk volt. A vereség ellenére nem vallottunk szégyent, nem játszottunk alárendelt szerepet. Az, hogy nekünk kell kezdeményeznünk, most fordult elő első alkalommal - így nem tudtuk saját futballunkat megmutatni.
| 8. forduló 2017. szeptember 10., vasárnap 17:00 |

| Videoton                                                                                | 3 – 1               | Swietelsky Haladás                            |
| --------------------------------------------------------------------------------------- | ------------------- | --------------------------------------------- |
| Lazovics 48' (1–1) 52' Pátkai 73' (2–1) 63' Scsepovics (3–1) 90' Fejes 39' Juhász 90+3' | (0 – 1) Jegyzőkönyv | 35' (0–1) Németh Márió 45' Ramos 58' Williams |

| Pancho Aréna, Felcsút Nézőszám: 1 771 Játékvezető: Szőts Gergely (magyar) Asszisztensek: Márkus Tamás és Szert Balázs |

- Haladás: Király  — Polgár, Wils, Devecseri (Schimmer  56'), Bošnjak — Kiss (Németh Márió  33'), Jancsó (Halmosi  71'), Tóth M., Kovács L. — Ramos, Williams Fel nem használt cserék: Gyurján (kapus), Tóth D., Rácz, Martínez Vezetőedző: Pacsi Bálint
- Videoton: Kovácsik — Fiola, Juhász, Fejes (Henty  szünetben), Stopira — Nego, Pátkai, Hadžić (Varga J.  77'), Szuljics (Szolnoki  88') — Lazovics, Scsepovics Fel nem használt cserék: Horváth (kapus), Kovács, Tamás, Géresi. Vezetőedző: Marko Nikolics

Nagy elánnal játszott a Haladás az első félidőben, miközben a Videoton játékosai tompán mozogtak. A vendégek Németh Márió első labdaérintéséből előnybe kerültek, amely Williams büntetőjével könnyen kétgólosra nőhetett volna, de az ausztrál légiós kapu mellé lőtt. Fordulást követően felpörgött a Videoton: előbb Lazovics fejesével egyenlítettek a székesfehérváriak, majd Pátkai lövésével átvették a vezetést. A szombathelyiek hátrányba kerülve is próbálkoztak becsülettel, de igazán komoly gólszerzési lehetőségük nem adódott. A mérkőzés végén még Scepovic is betalált, kialakítva ezzel a 3–1-es végeredményt. Győzelmével a Vidi immár öt ponttal vezeti a tabellát, miután a bajnok Honvéd csak döntetlent ért el Pakson.
- A Videoton sorozatban az ötödik bajnoki győzelmét aratta.
- Danko Lazovics a hatodik bajnoki gólját szerezte a szezonban, a mostani szezonban eddig mindössze két fordulóban maradt gól nélkül.
- Pátkai Máté egymást követő két hazai bajnoki mérkőzésen szerzett gólt. Marko Scsepovics a negyedik találatánál jár.
- Marko Nikolics együttese a legutóbbi három bajnoki mérkőzésén kivétel nélkül legalább három gólig jutott.
- Pacsi Bálint élete első bajnoki mérkőzésén nagyszerűen kezdett a csapata, vezetett, majd büntetőt harcolt ki. Ám Williams elrontotta.
- A Haladás a hetedik idegenbeli bajnoki mérkőzését veszítette el sorozatban.
- Németh Márió az első meccsét játszotta a mostani szezonban, legutóbb több mint egy éve, 2016. augusztus 13-án, a Diósgyőr ellen szerzett legutóbb gólt a mostani előtt az OTP Bank Ligában.[3]

| 9. forduló 2017. szeptember 16., szombat 18:00 |

| Swietelsky Haladás                         | 1 – 0               | Újpest                     |
| ------------------------------------------ | ------------------- | -------------------------- |
| Williams (1–0) 53' Kovács 45' Martínez 81' | (0 – 0) Jegyzőkönyv | 36' Salétros 72' Windecker |

| Káposztás utcai Stadion, Sopron Nézőszám: 1 710 Játékvezető: Szabó Zsolt (magyar) Asszisztensek: Farkas Balázs és Szalai Dániel |

- Haladás: Király  — Polgár, Wils, Jagodics, Bošnjak — Jancsó (Kiss T.  30'), Németh Márió (Halmosi  63'), Tóth M. — Kovács L., Williams (Martínez  70'), Ramos Fel nem használt cserék: Gyurján (kapus), Rácz, Németh Milán, Devecseri. Vezetőedző: Pacsi Bálint
- Újpest: Pajovics — Szűcs, Litauszki , Kálnoki Kis, Mohl — Windecker, Salétros (Nwobodo  76') — Simon (Tischler  84'), Nagy D., Pauljevics (Angelov  62') — Novothny Fel nem használt cserék: Banai (kapus), Szankovics, Bojovics, Pávkovics. Vezetőedző: Nebojsa Vignjevics

Az első félidőben szinte kizárólag a két 16-os között zajló mezőnyjátékot láthatott a közönség. A csapatok még lövésig sem igen jutottak, nemhogy gólhelyzet kialakításáig. Sok volt a pontatlanság, így egyik gárda sem tudta huzamosabb ideig birtokolni a labdát. A második félidőre a Haladás sokkal elszántabban jött ki, több távoli lövéssel próbálkozott, melyek közül egynél Pajovicsnak védenie is kellett, majd egy bal oldali akció végén vezetéshez jutottak a szombathelyiek. A gól alaposan felrázta a fővárosiakat, akik sokat támadtak az egyenlítés érdekében, de csak lesgólig jutottak, így pont nélkül távoztak Sopronból. A szombathelyiek új vezetőedzője, Pacsi Bálint először vezette sikerre csapatát, miután múlt heti bemutatkozásakor együttese kikapott az éllovas Videotontól.
Nyilatkozatok a mérkőzés után:
Elismerem, hogy mindkét csapat rendkívül görcsösen futballozott az elején. Legalább tíz perc kellett ahhoz, hogy a feszültség valamelyest oldódjon nálunk. Kicsivel veszélyesebben kezdtünk el futballozni, de gól nem született az első félidőben. Mágus nem vagyok, az pedig, hogy mit mondtam a játékosoknak a szünetben, maradjon az öltöző falain belül. Egy biztos, a második félidőben jóval hatékonyabban futballoztunk, s a gól után, ha még pontosabbak vagyunk, nőhetett volna az előnyünk. Nem vagyok orvos, ezért aztán pontos diagnózissal sem szolgálhatok Jancsó András sérülésével kapcsolatban. Az azonban tény, hogy kórházba kell vinni Szombathelyen, és majd kiderítik, súlyos-e a helyzet.
Az első félidőben mindkét csapat meglehetősen feszülten futballozott. Túlságosan is óvatoskodtak a játékosok, mindenki elsősorban a másik hibájára várt. A változáshoz az kellett, hogy a játékosok felszabadultabban futballozzanak, mint az első félidőben. Már kapura lövéseink és helyzeteink is voltak, de sajnos a Haladás szerezte meg az első gólt, ami döntőnek bizonyult. Nincs mit tenni, meg kell érteni drukkereinket, akik szívvel-lélekkel a csapat mellett állnak, ám az eredmények nem jönnek. Tanulni kell a hibáinkból, javítanunk kell és menni előre, nem pedig feladni.
A mérkőzést eredetileg 2017. szeptember 23-án rendezték, de a 22. percben a világítás meghibásodása miatt félbeszakadt, és egy óra várakozás után sem lehetett folytatni. Annak a mérkőzésnek Vad II. István volt a játékvezetője.
| 10. forduló 2017. október 17., kedd 18:00 |

| Vasas                                         | 1 – 0               | Haladás                 |
| --------------------------------------------- | ------------------- | ----------------------- |
| Gaál Bálint 81' (1–0) 28' Berecz 14' Vida 33' | (1 – 0) Jegyzőkönyv | 43' Kiss B. 84' Medgyes |

| Szusza Ferenc Stadion, Budapest Nézőszám: 1 000 Játékvezető: Szőts Gergely (magyar) Asszisztensek: Horváth Róbert és Garai Péter |

- Vasas: Kamenár — Burmeister, James, Beneš — Vogyicska (Szivacski  69'), Vida, Berecz, Hangya — Gaál (Pavlov  90+2'), Kulcsár (Ádám  57'), Remili  Fel nem használt cserék: Nagy G. (kapus), Vérgosz, Kleisz, Vaskó. Vezetőedző: Michael Oenning
- Haladás: Király  — Polgár, Wils, Devecseri, Németh Milán — Kiss B., Tóth M. — Mészáros K. (Medgyes  79'), Kovács L. (Rácz  59'), Kiss T. — Williams (Halmosi  66') Fel nem használt cserék: Gyurján (kapus), Tóth D., Jagodics, Németh Márió. Vezetőedző: Pacsi Bálint

A hazaiak közül a macedón válogatott Kire Risztevszki, a szombathelyiektől pedig Bošnjak Predrag és Myke Ramos hiányzott. Az első félidőben az angyalföldiek játéka tűnt veszélyesebbnek, bár ziccerekig sokáig nem jutottak el. A 29. percben aztán egy kombinatív akció végén Gaál Bálint talált be korábbi csapata kapujába: Remilivel kényszerítőzött szépen, a gólpassz közben több védő lest intettek, de Gaál jól helyezkedett, majd 14 méterről befejezte a ziccerét; (1–0). Bár a Haladás a folytatásban bátrabban futballozott, egyenlítenie nem sikerült. A második félidőben némileg visszaesett az iram, a kapuk alig forogtak veszélyben. A hajrában mindkét csapat szerezhetett volna gólt, de az egyik oldalon Kamenár, a másikon pedig Király védett bravúrral. 
A Haladás a tizedik, a Mezőkövesd a tizenegyedik helyen áll a bajnokságban, egyetlen pont választja el egymástól a két csapatot. A szombathelyiek Mészöly Géza menesztése óta az új edzővel, Pacsi Bálinttal kikaptak a Videotontól, majd hazai pályán nyerni tudtak az Újpest ellen, aztán a Vasas elleni mérkőzés félbeszakadt. A gyenge bajnoki helyezés ellenére a zöld-fehérek soproni mérlege nem rossz: mind a kilenc pontját ott szerezte a csapat. A Mezőkövesd az első két forduló után hat ponttal állt, azóta nyolc mérkőzésen gyűjtött kettőt. Vendégként a legutóbbi négy mérkőzésén egy pontot gyűjtött. 
| 11. forduló 2017. szeptember 30., szombat 18:00 |

| Swietelsky Haladás                               | 2 – 2               | Mezőkövesd Zsóry FC |
| ------------------------------------------------ | ------------------- | --- |
| Williams (1–0) 5' Polgár (2–1) 60' Kovács L. 23' | (1 – 1) Jegyzőkönyv | 27' (1–1) Iszlai 82' (2–2) Koszta 38' Fótyik 19′, 48′ Szeles 53' Mlinar 65' Vadnai 67' Veszelinovics 86' Tóth B. 88' Majtán |

| Káposztás utcai Stadion, Sopron Nézőszám: 1 430 Játékvezető: Szabó Zsolt (magyar) Asszisztensek: Lémon Oszkár és Szalai Dániel |

- Haladás: Király  — Polgár, Wils, Jagodics, Bošnjak — Kiss T., Tóth M. (Németh Milán  80'), Kovács L. (Halmosi  52'), Kiss B. — Williams, Ramos (Martínez  59') Fel nem használt cserék: Gyurján (kapus), Medgyes, Rácz, Németh Márió. Vezetőedző: Pacsi Bálint
- Mezőkövesd: Tujvel — Lázár (Majtán  79'), Hudák D. (Vadnai  szünetben), Szeles, Fótyik — Mlinar (Brasen  72'), Iszlai, Tóth B., Cseri — Veszelinovics, Koszta Fel nem használt cserék: Dombó (kapus), Baracskai, Szalai, Murai. Vezetőedző: Radványi Miklós

A tabellán 10. Haladás és 11. Mezőkövesd találkozóján a Sopronban játszó hazaiak Williams szemfüles góljával hamar megszerezték a vezetést. Ennek azért is örülhettek a szombathelyi szurkolók, mert csapatuk a jelenlegi idényben csak akkor nyert bajnokit, ha az ausztrál légiós betalált a kapuba. Az első félórában Tujvel bravúrjainak köszönhetően nem nőtt a különbség, mígnem a borsodiak egyik szórványos ellentámadásából Iszlai egyenlített közelről, aki kilenc év után éppen a Haladástól érkezett nemrég Mezőkövesdre. A második félidő elején Szeles második sárga lapja miatt tíz emberre fogyatkoztak a vendégek, s a házigazdák mezőnyfölényét Polgár váltotta gólra egy jól eltalált lövéssel. A Mezőkövesd a 71. percben újra egyenlíthetett volna, de Iszlai büntetőjét Király kiütötte. Tíz perccel később már ő is tehetetlen volt, Koszta közelről a léc alá bombázott, így a második félidőben bátran támadó borsodiak megérdemelten hoztak el egy pontot. A Haladás április óta nem tudott nyerni hazai pályán kétszer egymás után, míg a Mezőkövesd sorozatban kilencedik bajnoki találkozóján maradt nyeretlen.

### Második kör
A Haladás az összes eddigi pontját pályaválasztóként szerezte, legutóbb a Mezőkövesd ellen döntetlent ért el, az volt az első „iksze” a szezonban. A 2017-es őszi idényben minden páratlan sorszámú hazai meccsén győzött eddig, s most is ilyen következik. Az új edzővel, Pacsi Bálinttal még veretlen Sopronban. A Budapest Honvéd a vártnál kevesebb ponttal zárta az első harmadot, de nincsen jelentős lemaradásban tavalyi önmagához képest. Idegenben a legutóbbi két meccsén döntetlent játszott, az OTP Bank Ligában augusztus 19. óta (!) nyeretlen. Legutóbb április végén játszott Sopronban, akkor 1–0-ra győzött Eppel Márton a 88. percben szerzett góljával.
| 12. forduló 2017. október 14., szombat 15:30 |

| Swietelsky Haladás | 1 – 2               | Budapest Honvéd                                              |
| ------------------ | ------------------- | ------------------------------------------------------------ |
| Kiss T. (1–1) 57'  | (0 – 1) Jegyzőkönyv | 45+1' (11-esből) (0–1) · 84' (1–2) Eppel 83' Nagy 85' Baráth |

| Káposztás utcai Stadion, Sopron Nézőszám: 1 740 Játékvezető: Andó-Szabó Sándor (magyar) Asszisztensek: Becséri Gergely és Kepe Arnold |

- Haladás: Király  — Polgár, Wils, Devecseri, Bošnjak — Kiss B., Medgyes (Németh Márió  57'), Tóth M. (Tóth D.  75'), Kiss T. — Ramos (Halmosi  86'), Williams Fel nem használt cserék: Gyurján (kapus), Mészáros K., Jagodics, Németh Milán Vezetőedző: Pacsi Bálint
- Budapest Honvéd: Gróf — Latifu, Baráth, Lovrics, Bobál — Holender (Danilo  67'), Nagy, Gazdag, Banó-Szabó (Tömösvári  77') — Eppel, Lanzafame (Pölöskei  90+2') Fel nem használt cserék: Horváth (kapus), Villám, Tömösvári. Vezetőedző: Erik van der Meer

A címvédő fővárosiak már a hetedik percben a hálóba találtak, de Holender gólját les miatt nem adta meg a játékvezető. Változatos volt az első félidő, eleinte a kispestiek támadtak többet, majd kiegyenlítetté vált a játék. Közvetlenül a szünet előtt vezetést szereztek a vendégek: Devecseri Szilárd buktatta Gazdag Dánielt a tizenhatoson belül, a büntetőt Eppel Márton értékesítette. Az 57. percben Kiss Tamás óriási góljával egyenlítettek a szombathelyiek, majd a hajrában Eppel Márton hasonló távolságból, 15 méterről volt eredményes (1–2), és ezzel beállította a végeredményt. A kispestiek három vereség és két döntetlen után nyertek ismét bajnoki meccset.
Nyilatkozatok a mérkőzés után:
Az eddigi meccsekhez képest most tudtuk az elképzelt futballunkat a legtovább, egészen 75 percig játszani. Az első félidőben a 20. perctől kezdve ült a játékunk, a másodikban pedig mozgósítottuk minden erőnket, nem döntetlenre játszottunk, nyerni akartunk. Ám egy kapitális hiba, rossz kommunikáció miatt gólt kaptunk. Egyelőre a futballfitneszünk 75 percre elegendő, de a döntetlen reálisabb lett volna. Ami Kiss Tamást illeti, folyamatosan építgettük fel, előbb 5, majd 10, aztán 20 percet kapott. Már vártuk tőle a gólt, ha ilyen szorgalmasan, alázatosan dolgozik, szép jövő előtt áll.
Az utóbbi öt mérkőzés eredménytelensége miatt nagy nyomás volt rajtunk mind a klub, mind a szurkolók részéről. Sok labdát veszítettünk a saját térfelünkön, amiből az ellenfél rengeteg támadást vezetett, egy ilyen után lőttek egy valóban egy fantasztikus gólt. Ami a büntetőnket illeti, kollégám, Pacsi Bálint a lefújás után elmondta, szerinte nem volt az, én nem láttam jól az esetet. Ha nem volt az, akkor ezúttal szerencsénk volt. Játékosaimnak egyébként végig azt mondtam, játszani kell, és akkor jön majd az eredmény is. Örülök a győzelemnek, köszönöm szurkolóinknak, hogy ilyen távolra is ennyien elkísértek bennünket.
- A bajnok Budapest Honvéd öt nyeretlen bajnoki után tudott ismét győzni.
- Eppel Márton másodszor győzte le idén Sopronban a Haladást, tavasszal a 88. percben szerzett góljával győztek 1–0-ra a kispestiek.
- Az előző szezon gólkirálya már hat gólnál tart a mostani idényben, de először duplázott. A mostanit megelőzően május 20-án, Debrecenben szerzett két bajnoki gólt is egy mérkőzésen.
- A Haladás augusztus 26. óta először veszített hazai bajnoki meccset, ez egyben azt is jelenti, hogy Pacsi Bálint először szenvedett vereséget a csapattal Sopronban.
- Kiss Tamás személyében 16 éves futballista szerzett gólt az élvonalban. A hetedik élvonalbeli mérkőzésénél tartó középpályás 2000. november 24-én született.
- A Honvéd még vereten a bajnoki idényben idegenben, három győzelem, két döntetlen a mérlege.
- A kispestiek a legutóbbi hét idegenbeli bajnoki mérkőzésükön mindig szereztek gólt, a 630 játékperc alatt 19 gólt értek el.[6]

Az OTP Bank Liga 2017–218-as idényének eddig lejátszott tizenkét fordulóját érdemes a DVSC kapcsán két részre bontani. Az elsőben mindössze öt, a másodikban tizenhat pontot szerzett. Augusztus 12., a Videoton elleni vereség óta hét meccsből hatot megnyert, egyen döntetlent játszott. A legutóbbi három hazai bajnokiját összesen tíz gólt szerezve nyerte meg. A Haladás kedden kikapott Újpesten a Vasastól. Továbbra is gyenge az idegenbeli mérlege, április 22. óta minden vendégként játszott bajnokiját elveszítette, immár nyolc meccsen pont nélkül maradt. Ezek közül a legutóbbi ötön mindössze egy gólt szerzett. A rossz sorozat áprilisban éppen a DVSC elleni 2–4-gyel kezdődött. Herczeg András 163. alkalommal irányítja majd az együttest vezetőedzőként: ez rekord a DVSC történetében.
A Debreceni VSC vezetőedzője, Herczeg András a mérkőzés előtt elmondta, fiatal korában több kettős rangadón is részt vett szurkolóként és csakis a győzelem az elfogadható a Loki számára:
Már gyermekkoromban is nagyon szerettem a focit, így természetesen én is jártam Budapestre kettős rangadókra. Nagyon szép időszak volt, ráadásul 60-70 ezer ember előtt játszották ezeket a meccseket. Jó lenne, ha visszajönne ez a légkör, hisz a labdarúgás akkor jó, amikor tele vannak a lelátók. A szombathelyiek elleni találkozón sok nézőre, jó hangulatra és egy lelkes ellenfélre számítok. A zöld-fehérek fegyelmezett, szervezett védekezésből próbálnak labdát birtokolni, ráadásul sok képzett játékos alkotja a keretüket. Hazai pályán azonban mi szeretnénk dominálni, hisz egyértelmű célunk a három pont megszerzése. Az egész csapat védekező és támadó munkája fontos lesz a kilencven perc során. Mindent megteszünk, hogy továbbra is eredményesen szerepeljünk a bajnokságban. Nem foglalkozunk azzal, hogy a Haladás hétközi mérkőzést játszott, csakis a saját elképzelésünket szeretnénk megvalósítani, ez döntő lehet a találkozón.
Pacsi Bálint, a Haladás vezetőedzője:
Bošnjak Predrag sérülés, Myke Ramos mandulagyulladás miatt nem szerepelhet és erősen kérdéses David Williams játéka is. Ennek ellenére elszántan készülünk a találkozóra. Szombaton a Honvéd kedden a Vasas ellen játszottunk, szombaton Debrecenben szerepelünk, kedden  Tiszaújvárosban, Magyar Kupa-meccsen lépünk pályára. Tíz nap alatt négy mérkőzést vívunk, rengeteget utazunk, a keret valamennyi tagjára szükségünk van. A régóta maródi Jancsó és Lévay mellett Grumics achilles-ín gyulladással bajlódik, Tóth Benjámin pedig a szerdai edzésen egy rossz mozdulat következtében bokatörést szenvedett.
Bódi Ádám, a Debreceni VSC középpályása:
Újra tudtunk győzni, ráadásul idegenben. Most sem kaptunk gólt, jól védekezett a csapat. A három pontot szintén itthon akarjuk tartani a Haladás ellen. Kellő magabiztossággal tudunk ezen a héten is készülni, hiszen remek sorozat áll mögöttünk, és ezt minél tovább ki szeretnénk tolni a bajnokságban.
Justin Mengolo, a Debreceni VSC csatára:
Hiányzik néhány csatárunk, de mindenáron győznünk kell. Nyilván ez ránk, támadókra nagyobb terhet rak, de szerintem ez inkább motivál minket.
Kiss Bence, a Haladás középpályása:
Egyben van a csapat, jó a hangulat, úgy érzem nem kell megijednünk Debrecenben sem. Győzni megyünk, ha mindenki a maximumot nyújtja és a szerencse is mellénk szegődik, mienk lehet a három pont. Ami a saját teljesítményemet illeti, a Mezőkövesd és a Honvéd ellen jól ment a futball, a Vasas ellen kicsit fásultabb voltam, de úgy érzem, most nem lesz probléma.
| 13. forduló (1335. élvonalbeli mérkőzés) 2017. október 21., szombat 15:30 (Kettős rangadó) |

| Debreceni VSC        | 1 – 1               | Swietelsky Haladás                                  |
| -------------------- | ------------------- | --------------------------------------------------- |
| Tabakovics (1-1) 68' | (0 – 1) Jegyzőkönyv | 3' (0-1) Kiss T. 37' Megyes 67' Pinte 73' Devecseri |

| Nagyerdei stadion, Debrecen Nézőszám: 6 025 Játékvezető: Erdős József (magyar) Asszisztensek: dr. Varga Zsolt és Vígh-Tarsony Gergő |

- Haladás: Király  (Gyurján  85') — Polgár, Wils, Devecseri, Németh Milán — Mészáros K., Kiss B., Tóth M., Medgyes (Pinte  61') — Kiss T., Rácz (Halmosi  70') Fel nem használt cserék: Tóth D., Jagodics, Kovács L., Németh Márió. Vezetőedző: Pacsi Bálint
- Debreceni VSC: Nagy S. — Bényei, Kinyik, Szatmári (Mészáros N.  56'), Ferenczi — Bódi, Jovanovics, Tőzsér , Sós (Tabakovics  szünetben) — Varga K., Mengolo (Könyves  szünetben) Fel nem használt cserék: Novota (kapus), Filip, Tisza, Csősz. Vezetőedző: Herczeg András

A 3. percben megszerezték a vezetést a vendégek: a Medgyes által balról visszagurított labdát körülbelül 19 méterről Kiss Tamás hatalmas erővel bombázza a jobb sarokba; (0–1). A 37. percben Medgyes kapja a mérkőzés első sárgáját, Bényei lekönyökléséért. A 67. percben Pinte könyöklésért sárga lapos figyelmeztetésben részesül. Egy perccel később kiegyenlített a Loki: jobbról, gyorsan elvégzett szabadrúgás után az alapvonalról Bényei ad középre – a bizonytalanul kilépő Devecseri és Király nem tud menteni, Tabakovics zavartalanul az üresen tátongó kapuba lőtt; (1–1). A 73. percben Devecseri is besárgul, miután kőkeményen odapakol Könyvesnek. A 85. percben kapust cserélt a Haladás, a megsérült Király helyére Gyurján állt be a kapuba.
Nyilatkozatok a mérkőzés után:
Fegyelmezetten és szervezetten játszott a Haladás, hamar kaptuk a gólt. Végig irányítottuk a játékot, kevesebb helyzetet tudtunk kialakítani most. Sajnálom, hogy kimaradt a végén Tabakovic nagy helyzete. Menet közben két kényszerű cserénk is volt sérülés miatt. Gratulálok a Haladásnak. Gratulálok a játékosaimnak is. Emelt fejjel jöhettek le a játékosok a pályáról.
Gratulálok Herczeg Andrásnak, hiszen bebizonyította, hogy magyar és debreceni játékosokkal is lehet ilyen focit játszani. Mi is ezen az úton járunk, a magyar labdarúgást kell szolgálnunk, hogy minél több játékost neveljünk. A szívem akkor boldog, ha Kiss Tamás így futballozik, és a másik oldalon Varga Kevin. Jó ötlet a kettős rangadó, hiszen nézők nélkül nincs foci. Az első félidőt jól kezdtük, domináltunk, a 2. félidőben a Debrecen a minőségi cserének köszönhetően jobban játszott. Voltak helyzeteink nekünk akkor is, akár győzelemmel is mehetnénk haza. A két félődő alapján egy pont az egyik csapatnak, egy pont a másiknak, a harmadik pedig elveszett valahol.
- Herczeg András a 163. élvonalbeli bajnoki mérkőzésen vezette a DVSC-t, ezzel klubrekorder lett.
- A DVSC immár nyolc forduló óta veretlen.
- A Loki immár sorozatban öt hazai bajnokiján maradt veretlen, ilyen jó sorozata 2016 tavasza óta nem volt.
- Tabakovics a legutóbbi négy bajnoki mérkőzéséből hármon szerzett gólt.
- A 16 éves Kiss Tamás a legutóbbi három fordulóban két gólt is szerzett. Élvonalbeli pályafutása során azon mérkőzései felén a kapuba talált, amelyen legalább másfél félidőt játszhatott.
- A Haladás március 16. óta először szerzett pontot idegenbeli bajnokin, akkor a 20. fordulóban a Vasas otthonában győztek 3–2-re. Azóta 7 vereségük volt zsinórban (Debrecen 2–4, Videoton 0–2, Újpest 1–2, Honvéd 0–2, Paks 0–2, Videoton 1–3, Vasas 0–1).
- A szombathelyiek a legutóbbi hat idegenbeli meccsükből csak kettőn szereztek gólt.[11]

| 14. forduló 2017. október 28., szombat 15:30 |

| Swietelsky Haladás | – | Diósgyőr |
| ------------------ | - | -------- |
|                    |   |          |

| Káposztás utcai Stadion, Sopron |

| 15. forduló 2017. november 4., szombat 15:30 |

| Swietelsky Haladás                            | 1 – 2               | Paks                |
| --------------------------------------------- | ------------------- | ------------------- |
| Bartha (0-1) 82' Szabó (0-2) 86' Simon Á. 71' | (0 – 0) Jegyzőkönyv | 90+1' (0-2) Tóth M. |

| Káposztás utcai Stadion, Sopron Nézőszám: 1 100 Játékvezető: Erdős József (magyar) Asszisztensek: Lémon Oszkár és Becséri Gergely |

- Haladás: Király — Polgár, Wils, Jagodics, Bošnjak — Kiss B., Németh Márió (Rácz  87'), Tóth M., Halmosi  — Mészáros K. (Williams  58'), Kiss T. (Martínez  68') Fel nem használt cserék: Gyurján (kapus), Tóth D., Németh Milán, Ramos. Vezetőedző: Pacsi Bálint
- Paks: Verpecz — Vági, Lenzsér, Gévay , Szabó — Simon Á. — Kulcsár D. (Haraszti  74'), Papp K., Bertus (Hajdú  90'), Bartha — Szakály D. (Hahn  74') Fel nem használt cserék: Molnár (kapus), Báló, Kecskés, Zachán. Vezetőedző: Csertői Aurél

Az első félidőben gyakorlatilag mindkét kapus munka nélkül maradt, inkább a mezőnyben "csordogált" a játék, majd szórványos füttyszó kísérte a csapatokat az öltözőbe. A folytatásban sem nagyon változott a játék képe, a támadók rendre rossz megoldásokat választottak, így sokáig egyetlen komoly helyzet sem alakult ki. A 82. percben aztán az egyetlen igazi lehetőségét gólra váltotta a vendégcsapat, igaz, Bartha találatához a szerencse is kellett. Négy perccel később egy szöglet után újra egy "lecsorgóból" szerzett gólt a Paks – a védő Szabó volt eredményes –, ezzel el is dőlt a három pont sorsa. Tóth Máté 91. percben szerzett gólja csak szépségtapasz volt hazai oldalon. A Haladás immáron hat bajnoki óta nyeretlen, miközben a Paks sikerével egy három mérkőzésből álló nyeretlenségi szériát tört most meg. 
| 16. forduló 2017. november 18., szombat 15:30 |

| Balmaz Kamilla Gyógyfürdő | – | Swietelsky Haladás |
| ------------------------- | - | ------------------ |
|                           |   |                    |

| Városi stadion, Balmazújváros |

| 17. forduló 2017. november 25., szombat 19:30 (tv: M4 Sport) |

| Swietelsky Haladás                                                                   | 2 – 1               | Ferencváros                                               |
| ------------------------------------------------------------------------------------ | ------------------- | --------------------------------------------------------- |
| Mészáros (1–0) 32' Kiss T. (2–1) 84' 88' Jagodics 16' Ramos 35' Wils 81' Bosnjak 93' | (1 – 1) Jegyzőkönyv | 34' (1–1) 37' Blazics 41' Otigba 70' Hajnal 90+3′ Priskin |

| Haladás Sportkomplexum, Szombathely Nézőszám: 8028 Játékvezető: Szabó Zsolt (magyar) Asszisztensek: Szert Balázs és Vígh-Tarsonyi Gergő |

Alázattal készültünk a mérkőzésre, hiszen tudtuk, a mérkőzés toronymagas esélyese az FTC. De egész héten azt súlykoltam játékosaimba, nem szabad félve pályára lépni, önbizalommal futballozzanak. A találkozó előtt csapatkapitányunk, Halmosi Péter felolvasta az egyik szurkolónktól kapott sms-t, ami még motiváltabbá tette a csapatot. Aktívan kezdtük a mérkőzést, uraltuk a játékot, voltak lehetőségeink, amelyeket nem használtunk ki, pedig az FTC ellen nem könnyű helyzeteket kialakítani. Aztán megszereztük a vezetést, de hamar érkezett az egyenlítő gól, ami feldobta a vendégeket és utána ők domináltak. Szünet után noha labdabirtoklásban fölénk nőtt a Ferencváros, helyzeteket nem tudott kialakítani és szurkolóink hathatós támogatásával a fiúk odatették magukat és megnyerték a meccset. Nagyon fontos győzelmet arattunk, de nem kell elszállni, rá kell néznünk a tabellára és látjuk, sokat kell még dolgoznunk. Hogy ezúttal meddig tartott az erőnlét? Balmazújvárosban hiányzott a szív, a küzdés, most viszont megvolt. Az volt a lényeg, hogy mindenki csússzon-másszon a pályán, és emelt fővel jöhessen le a pályáról – ma ez megvolt és fantasztikus közönségünk segítségével ez három ponttal párosult.  Ami az összeállítást illeti, mindenki egyforma esélyekkel indult, mindig azt a kezdőt rakom össze, amelyet a legjobbnak vélek. Mindegy, hogy fiatal vagy idős egy futballista. Ha valaki megkapja a lehetőséget, éljen vele és úgy teljesítsen, hogy a kezdőcsapatban maradjon. Például a bemelegítésnél megsérült Polgár helyén játszó Schimmer nagyon jól teljesített, csakúgy mint Rácz Barnabás. Most az legfontosabb, hogy bentmaradjon a csapat, mindent ennek rendelünk alá.
Szeretnék gratulálni a Haladásnak a megérdemelt győzelméhez. Gyakorlatilag mindent megtettünk azért, hogy ma itt egy igazi ünnep legyen. Csalódott vagyok a teljesítményünk miatt. A Haladás nagyobb szívvel és szenvedéllyel játszott, emiatt pedig el vagyok keseredve. Egy kicsit azért is mérges vagyok, mert néhány játékosom megpróbált elbújni, amikor keményebbé vált a találkozó. Ha megnézzük a meccset, túlnyomó részt a középpályán játszottunk, de az előre játékban nem volt erő, elég lendület, ezen a nedves pályán nehéz volt egy szabadrúgást kiharcolni az ellenfél kapuja előtt. Ez is mutatta, hogy sokan félénken játszottak ma nálunk. Szép stadionban játszottunk, jó volt a hangulat, mi pedig három órát utaztunk és a végén egy ilyen meccset láttunk. Ez fáj és szomorú vagyok. Nem kezdtük jól a mérkőzést, a Haladás a jobb oldalon több veszélyes támadást is vezetett, mielőtt megszületett volna az első gól. Gyakorlatilag csak futottunk az események után és az ilyen helyzetekben egyértelmű, hogy gól lesz. Ezt követően váratlanul kiegyenlítettünk; a második félidőben pedig domináltunk, sokat birtokoltuk a labdát, de hiányzott a szenvedély, a szív. Több játékosom nem kérte a labdát, nem játszott keményen, nem mozogtak az üres területekre, hanem csak a középpályán játszadoztak. Amit ma elől produkáltunk, azzal nem lehet mérkőzést nyerni. A múlt héten a Paks ellen sem játszottunk jól, nagyon sok dolgot pedig a szőnyeg alá seprünk az eredmény miatt. Többet kell dolgozni. A tabella sereghajtójánál jártunk, ők harcoltak a túlélésért, de ha ez nálunk hiányzik, akkor nem lehet nyerni. Néha nem is olyan jó, ha nyolc-kilenc mérkőzést megnyer egymás után egy csapat, mert akkor mindenki úgy szaladgál, hogy bárkit meg tudnak verni. Aztán itt játszunk Szombathelyen és el kellene jutnunk a fájdalmunk tűréshatáráig egy ilyen kemény mérkőzésen. Megnézem, hogy a jövő héten ki, hogyan edz majd és ki léphet majd pályára a Videoton elleni rangadón„ – tette hozzá
| 19. forduló 2017. december 9., szombat 15:30 |

| Swietelsky Haladás                | 1–0               | Videoton                                  |
| --------------------------------- | ----------------- | ----------------------------------------- |
| Mészáros (1–0) 90+2' 90' Wils 24' | (0–0) Jegyzőkönyv | 29' Nego 34' Fejes 67' Pátkai 79' Hadzics |

| Káposztás utcai Stadion, Sopron Nézőszám: 5 500 Játékvezető: Kassai Viktor (magyar) |

### Harmadik kör
| 24. forduló 2018. március 31., szombat 19:30 (tv: M4 Sport) |

| Swietelsky Haladás                                                                | 1 – 1               | Debreceni VSC                                               |
| --------------------------------------------------------------------------------- | ------------------- | ----------------------------------------------------------- |
| Rabušic (1–1) 60' Rácz 40' Kovács 58' Kolčák 80' Williams 90+1' Jagodics M. 90+3' | (0 – 1) Jegyzőkönyv | 23' (0–1) Könyves 48' Tabakovics 82' Nagy S. 86' Jovanovics |

| Haladás Sportkomplexum, Szombathely Nézőszám: 3 133 Játékvezető: Kassai Viktor (magyar) Asszisztensek: Lémon Oszkár és Szécsényi István |

- Haladás: Király  — Schimmer, Wils, Kolčák, Bošnjak — Jagodics M. — Mészáros K., Németh Márió (Grumić  63'), Kovács L. (Jancsó  74'), Rácz — Rabušic (Williams  77') • Fel nem használt cserék: Gyurján (kapus), Pinte, Kiss T., Németh Milán Vezetőedző: Michal Hipp
- Debreceni VSC: Nagy S. — Bényei, Mészáros N., Szatmári, Barna — Varga K. (Tisza  77'), Jovanovics, Tőzsér , Bódi —  Könyves (Filip  90+1'), Tabakovics (Takács  57') • Fel nem használt cserék: Košický (kapus), Kuti, Újvárosi, Kusnyír Vezetőedző: Herczeg András

Hazai helyzetekkel indult a találkozó, az első félidő derekán, a 23. percben mégis a vendégek szereztek vezetést: amíg az elalvó szombathelyi védelem lest reklamált, a Varga Kevin indításával kiugró Könyves Norbert elvitte a labdát a másnap 42. születésnapját ünneplő Haladás kapus, Király Gábor mellett, s az üres kapuba helyezett; (0–1). A gól kissé megzavarta a házigazdákat, de aztán rendezték a soraikat, sorra dolgozták ki a helyzeteket, a szünetig azonban nem tudtak egyenlíteni. A fordulást követően egy ideig a küzdelem dominált, a kapuk nem igazán forogtak veszélyben, aztán a 60. percben góllá érett a Haladás fölénye: Mészáros Karol remek passza után Michael Rabušic két védő között jól vette át a labdát, majd 10 méterről laposan a jobb alsó sarokba lőtt; (1–1). Az egyenlítés után is a hazai csapat irányított, de nem tudott ismét betalálni. A hajrában egyre jobban kinyílt a védelme, a Debrecen több veszélyes kontratámadást is vezetett, de ezekből sem született gól, így maradt a döntetlen.
Mérkőzés utáni nyilatkozatok:
Csalódott vagyok az eredmény miatt, a második félidőre a Debrecent teljesen beszorítottuk és három-négy nagy lehetőségünk is volt. A fiúk az utolsó pillanatig küzdöttek, de sajnos, egy ponttal be kell érnünk.
A második félidőben a Haladás benyomott bennünket és amikor ki tudtunk volna jönni, pontatlanok voltak a passzaink. Nyilván, a Haladásnak is meg voltak a helyzetei, nekünk is volt ott a végén egy kettő az egyes szituáció, sajnos, nem sikerült jól megoldani. A játékosok nagyon akartak, a passzokban javulnunk kell és akkor előbb-utóbb, de remélem, előbb megszerezzük az első győzelmünket idén.
Hazai pályán mindenképpen szerettünk volna nyerni, meg is volt a lehetőségünk, a Debrecennek talán az első félidőben egy lehetősége volt, talán a végén jöttek el kétszer kontrából, de akkor már mi is kockáztattunk, hiszen nyerni szerettünk volna mindenképpen.
Úgy gondolom, hogy kiegyenlített volt a mérkőzés, meg is szereztük a vezetést, aztán a második félidőben visszaálltunk egy kicsit védekezni, hogy majd abból kontrázunk, utána gólt kaptunk, nyomott az ellenfél utána, úgy gondolom, igazságos a döntetlen.
| Csapat   | Labdabirtoklás | Lövés | Kaput talált lövés | Ebből gól | Szöglet | Szabálytalanság | Sárga lap | Piros lap | Passz | Sikeres passz | Párharc | Megnyert párharc |
| -------- | -------------- | ----- | ------------------ | --------- | ------- | --------------- | --------- | --------- | ----- | ------------- | ------- | ---------------- |
| Haladás  | 2007 mp (60%)  | 20    | 9 (45%)            | 1 (11%)   | 4       | 15              | 5         | 0         | 545   | 427 (78%)     | 196     | 96 (49%)         |
| Debrecen | 1337 mp (40%)  | 8     | 4 (50%)            | 1 (25%)   | 0       | 16              | 3         | 0         | 398   | 285 (72%)     | 196     | 100 (51%)        |

| 27. forduló 2018. április 21., szombat 17:00 |

| Swietelsky Haladás       | 0 – 0               | Balmaz Kamilla Gyógyfürdő |
| ------------------------ | ------------------- | ------------------------- |
| Jagodics 19' Medgyes 46' | (0 – 0) Jegyzőkönyv | 3' Habovda 33' Vajda      |

| Haladás Sportkomplexum, Szombathely Nézőszám: 4 716 Játékvezető: Erdős József (magyar) Asszisztensek: Georgiou Theodoros és Vígh-Tarsonyi Gerfő |

- Haladás: Gyurján (Rózsa  57') — Schimmer, Kolčák, Grumić, Bošnjak — Jagodics M. — Medgyes (Kovács L.  65'), Németh Márió (Ramos  80'), Rácz, Halmosi — Williams • Fel nem használt cserék: Pinte, Bamgboye, Polgár, Németh Milán • Vezetőedző: Michal Hipp
- Balmazújváros: Horváth — Habovda, Rus, Tamás, Uzoma — Vajda, Sigér , Maiszuradze, Haris — Arabuli (Harsányi  16' (Batarelo  58')), Rudolf (Erdei  90+2') • Fel nem használt cserék: Szécsi (kapus), Póti, Jagodics, Kónya • Vezetőedző: Horváth Ferenc

Az első félidőben mindkét együttes előtt adódtak kisebb lehetőségek, de gólt nem láthatott a közönség. A második játékrész elején aztán néhány percre "megfagyott a levegő" a Rohonci úti stadionban, miután a pénteki edzésen megsérült Király Gábort a kapuban helyettesítő Gyurján Márton ütközött Harsányi Zoltánnal, a vendégek csatárával. A kapus elveszítette eszméletét, míg a támadónak a válla sérült meg, mindkettőjüket kórházba szállították. A folytatásban a Haladás irányította a mérkőzést, de igazi nagy ziccer nem alakult ki, és gól sem született a találkozón.
| 30. forduló 2018. május 12., szombat 17:00 |

| Videoton                                                                                          | 3 – 0               | Swietelsky Haladás                         |
| ------------------------------------------------------------------------------------------------- | ------------------- | ------------------------------------------ |
| Nikolov (1–0) 19' Nego (2–0) 61' Pátkai (3–0) 86' Varga 27' Fiola 32' Kovács I. 53' A. Hadžić 70' | (1 – 0) Jegyzőkönyv | 14' Kiss 25' Király 51' Rácz 70′ Kovács L. |

| Pancho Aréna, Felcsút Nézőszám: 1 977 Játékvezető: Kassai Viktor (magyar) Asszisztensek: Ring György és Tóth II. Vencel |

### A bajnokság végeredménye
| H   | Csapat                | M  | GY | D  | V  | LG | KG | GK  | GÁ   | SZP | VP | NÉ  | Sárga lap | kiállítva | Forma | Továbbjutás vagy kiesés          |
| --- | --------------------- | -- | -- | -- | -- | -- | -- | --- | ---- | --- | -- | --- | --------- | --------- | ----- | -------------------------------- |
| 1.  | Videoton (B) (NK)     | 33 | 20 | 8  | 5  | 65 | 28 | +37 | 1,97 | 68  | 31 | 6,9 | 111       | 5         |       | Bajnokok Ligája, 1. selejtezőkör |
| 2.  | Ferencváros (NK)      | 33 | 18 | 12 | 3  | 69 | 31 | +38 | 2,09 | 66  | 33 | 6,8 | 70        | 4         |       | Európa-liga, 1. selejtezőkör     |
| 3.  | Újpest (KGY) (NK)     | 33 | 12 | 13 | 8  | 41 | 38 | +3  | 1,24 | 49  | 50 | 6,9 | 76        | 0         |       | Európa-liga, 1. selejtezőkör     |
| 4.  | Bp. Honvéd (CV) (NK)  | 33 | 13 | 8  | 12 | 50 | 53 | –3  | 1,52 | 47  | 52 | 6,6 | 71        | 4         |       | Európa-liga, 1. selejtezőkör     |
| 5.  | Debreceni VSC         | 33 | 12 | 8  | 13 | 53 | 47 | +6  | 1,61 | 44  | 55 | 6,8 | 71        | 2         |       |                                  |
| 6.  | Puskás Akadémia (F)   | 33 | 11 | 10 | 12 | 41 | 46 | –5  | 1,24 | 43  | 56 | 6,5 | 93        | 3         |       |                                  |
| 7.  | Paks                  | 33 | 11 | 9  | 13 | 43 | 48 | –5  | 1,30 | 42  | 57 | 6,5 | 80        | 5         |       |                                  |
| 8.  | Haladás               | 33 | 11 | 5  | 17 | 35 | 50 | –15 | 1,06 | 38  | 61 | 6,3 | 82        | 3         |       |                                  |
| 9.  | Mezőkövesd            | 33 | 9  | 10 | 14 | 35 | 52 | –17 | 1,06 | 37  | 62 | 6,2 | 90        | 3         |       |                                  |
| 10. | Diósgyőr              | 33 | 10 | 6  | 17 | 44 | 53 | –9  | 1,33 | 36  | 63 | 6,3 | 81        | 5         |       |                                  |
| 11. | Balmazújváros (K) (F) | 33 | 8  | 12 | 13 | 39 | 46 | –7  | 1,18 | 36  | 63 | 6,2 | 70        | 2         |       | NB II 2018–2019                  |
| 12. | Vasas (K)             | 33 | 9  | 7  | 17 | 38 | 61 | –23 | 1,15 | 34  | 65 | 6,1 | 86        | 4         |       | NB II 2018–2019                  |

A rangsorolás alapszabályai: 1. összpontszám; 2. a bajnokságban elért több győzelem; 3. a bajnoki mérkőzések gólkülönbsége; 4. a bajnoki mérkőzéseken rúgott több gól; 5. az egymás ellen játszott bajnoki mérkőzések pontkülönbsége; 6. az egymás ellen játszott bajnoki mérkőzések gólkülönbsége; 7. az egymás ellen játszott bajnoki mérkőzéseken az idegenben lőtt több gól; 8. a bajnokság fair play értékelésében elért jobb helyezés; 9. sorsolás.
(CV): Bajnoki címvédő csapat; (B): Bajnokcsapat; (K): Kieső csapat; (F): Feljutó csapat; (KGY): Kupagyőztes; (NK): Nemzetközi kupainduló;

## Magyar kupa
Az MLSZ szabályzatának értelmében, a nemzeti bajnokságokban (NB I, NB II, NB III) szereplő csapatok a kupasorozat 6. fordulójában, a legjobb 128 között kapcsolódnak be a versenybe. A versenykiírás szerint az NB I-es és NB II-es csapatok kiemeltek lesznek a sorsoláson, nem kerülhetnek össze egymással. A hatodik fordulóból (a főtábla első köréből) továbblépő együttesek 300 ezer, illetve 500 ezer forintot kapnak – attól függően, hogy döntetlen után vagy győzelemmel harcolják ki a továbbjutást.
      Győzelem
      Döntetlen
      Vereség
| 2017. szeptember 20., szerda |

| Szarvaskend SE (megye II) | 0 – 6 | Swietelsky Haladás |
| ------------------------- | ----- | ------------------ |
|                           |       |                    |

| Részletek |

| 2017. október 24., kedd |

| Termálfürdő FC Tiszaújváros (NB III) | 1 – 1 (b.p. 3 – 1) | Swietelsky Haladás |
| ------------------------------------ | ------------------ | ------------------ |
|                                      |                    |                    |

| Részletek |

(b.p.) = büntetőpárbaj

### 6. forduló (főtábla 1. forduló)
2017. szeptember 11-én a Magyar Labdarúgó-szövetség (MLSZ) székházában megtartott sorsoláson a 70-szeres válogatott Nyilasi Tibor, az MLSZ elnökségi tagjának vezetésével készültek el a párosítások. A Swietelsky Haladás csapata a Vas megyei II labdarúgó-bajnokságban szereplő Szarvaskend SE együttesével küzd meg a legjobb 64-be kerülésért.
| 2017. szeptember 20., szerda 15:00 |

| Szarvaskend SE (megye II) | 0 – 6               | Swietelsky Haladás                                                                                    |
| ------------------------- | ------------------- | --- |
|                           | (0 – 5) Jegyzőkönyv | 3' (0–1) • 30' (0–4) Medgyes 18' (0–2) Mészáros K. 21' (0–3) Tóth B. 43' (0–5) Rácz 90' (0–6) Grumics |

| Városi stadion, Szarvaskend Játékvezető: Tolnay Annamária (magyar) Asszisztensek: Bertalan Dávid és Horváth Richárd |

- Haladás: Rózsa — Tóth D., Schimmer, Jánvári, Németh Milán — Mészáros K., Rácz, Tóth B. (Petró  szünetben), Medgyes (Bamgboye  62') — Grumics, Martínez (Szántó  62') Fel nem használt cserék: Kiss (kapus). Vezetőedző: Pacsi Bálint
- Szarvaskend: Esztergályos — Nagy Á. I. (Kopfer  szünetben), Tóth A., Csillag, Jóna – Németh T. (Kovács Sz.  szünetben), Vörös (Nagy Á. II.  75'), Földes, Németh B. – Tóth G., Kunovics Fel nem használt cserék: Illés (kapus), Csenterics, Vilics.

Már a 3. percben megszerezte a vezetést a Haladás: egy középpályás labdaszerzés után Grumics tette le a labdát balra, Medgyes belépett a 16-oson belülre, és ballal a kapus mellett a kapu jobb felébe lőtt; (0–1). A 18.percben megszületett a második vendég gól: Schimmer passzolt a 16-os vonalánál álló Mészároshoz, aki lefordult védőjéről, és jobbal, laposan a jobb alsó sarokba lőtt; (0–2). A 21. percben ismét szombathelyi találatot láthatott a közönség: Tóth Benjamin 23 méterről kilőtte a bal alsót; (0–3). A 30. percben Tóth Dávid beadására a rövid oldalon érkezett Karol Mészáros, és 5 méterről a rövid sarokba csúsztatott; (0–4). A szünet előtt két perccel már öt–null volt az eredmény: Tóth Dávid ment el a jobb szélen, laposan tette be a labdát, Rácz átvette, nem lőtte el jobbal, hanem áttette a bal lábára, és középről, 13 méterről a jobb felső sarokba emelt; (0–5). A második félidőben is a vendégek térfelén folyt a játék, ám ezúttal a helyzetek sokáig kimaradtak. Az utolsó percben Grumics állította be a végeredményt, ugyanis egy keresztlabda után Tóth Dávid fejelte vissza középre a labdát, a csatár levette, és jobbal úgy lőtt a kapuba, hogy a labda a bal oldali kapufáról vágódott a hálóba; (0–6).

### 7. forduló (főtábla 2. forduló)
2017. szeptember 22-én a Magyar Labdarúgó-szövetség (MLSZ) székházában megtartott sorsoláson a 70-szeres válogatott Nyilasi Tibor, az MLSZ elnökségi tagjának vezetésével készültek el a párosítások. A Haladás csapata az NB III-ban szereplő Termálfürdő FC Tiszaújváros együttesével küzd meg a legjobb 32-be kerülésért.
A Tiszaújváros az idei Magyar kupa küzdelmeibe a főtábla 1. fordulójában kapcsolódott be, 2017. szeptember 20-án, idegenben, 4–1 arányban verték ki a megye I-ben szereplő Pécsváradi Spartacus SE csapatát. A hazaiak vezettek 1–0-ra, majd négy vendég találat következett, melyből kettőt Pap Zsolt, míg egyet-egyet Bucz Bence és Nagy Dávid szerzett.
| 2017. október 24., kedd 13:30 |

| Termálfürdő FC Tiszaújváros (NB III)      | 1 – 1 (h. u.)       | Swietelsky Haladás                     |
| ----------------------------------------- | ------------------- | -------------------------------------- |
| Illés Gábor (1–0) 41' Fodor 55' Orosz 64' | (1 – 0) Jegyzőkönyv | 90' (1–1) Schimmer 92' Tóth D.         |
| Büntetőpárbaj                             |                     |                                        |
| Nagy P. Fodor Hussein Pap Márton          | 3 – 1               | Németh Márió Jagodics M. Petró Tóth D. |

| Tiszaújváros Sportcentrum, Tiszaújváros Nézőszám: 400 Játékvezető: Veizer Roland (magyar) Asszisztensek: Albert István és Kövér Tamás |

- Haladás: Gyurján — Schimmer, Jagodics M., Bolla, Jánvári — Tóth D., Kovács L. (Kovalovszki  75'), Németh Márió, Tóth Marcell — Pinte (Bamgboye  61'), Martínez (Petró  55') • Fel nem használt cserék: Rózsa (kapus) • Vezetőedző: Pacsi Bálint
- Tiszaújváros:: Herceg — Fodor, Nagy P., Márton, Dajka, Pap, Lukács (Bucz  65'), Hussein, Orosz, Illés (Turcsik  52'), Balogh (Kovács P.  80') • Fel nem használt cserék: Tóth Cs. (kapus), Bussy, Horváth, Lipusz • Vezetőedző: Pacsi Bálint

Az első félidő hajrájában, a 41. percben hátrányba került a hazai csapat: a jobb oldalon a 16-os sarkánál Lukács passzolt keresztbe Illéshez, ő tovább lőtte a játékszert balra Nagy Péterhez, aki 16 méterről lőtt a kapura, a labda elakadt a védőkön, a kipattanóra azonban Illés Gábor érkezett és a kapus mellett a hálóba gurított; (0–1). A rendes játékidő hajrájában, a 90. percben a Haladás a bal oldalról egy beadással próbálkozott, amit Fodor fejelt ki a kaputól hat méterre, a játékszer azonban Schimmer Szabolcshoz került, aki 14 méterről védhetetlenül lőtt a hálóba; (1–1). A 2×15 perc alatt nem született gól, így jöttek a büntetőrúgások. A négy tizenegyesből a Haladás csak egyet értékesített (Németh Márió, Jagodics Márk és Tóth Dávid is hibázott, csak Petró Balázs talált be a tizenegyespontról), így hiába maradt ki két hazai is, a Tiszaújváros 3–1-re nyert és továbblépett a legjobb 32 közé.
A bajnokságban hazai pályán nem nagyon megy nekünk. Ennek „érdekessége”, hogy nem a játékunkkal van gond, hanem a góllövéssel, ezért az esetleges kupasiker megítélésem szerint nagyot lendítene rajtunk. Természetesen tisztában vagyunk azzal, hogy az élvonal és NB III között általában nemcsak papíron, hanem a pályán is jelentős a különbség. Ezt azonban mi szervezettséggel és lelkesedéssel szeretnénk eltüntetni erre a 90, vagy akár 120 percre. Többször láttam az NB I-es szombathelyieket, és a játékuk közben szerzett benyomásaim alapján most apróságra hívom fel a fiúk figyelmét. Mint mindig, most is igyekszem felkészíteni őket a Haladás erősségeire, az pedig majd a pályán dől el, hogy ebből a gyakorlatban mit tudnak megvalósítani. Keretünk tagjai közül Nagy R. megsérült, rá nem számíthatunk, a többiek azonban hadra foghatók és valamennyien bizonyítani akarnak.
15 játékosunk maradt otthon. Rengeteg helyzetet kihagytunk a második félidőben, egy méterről sem tudtunk betalálni. Gratulálok az ellenfélnek.

## Felkészülési mérkőzések

### Stadion avató mérkőzés
Ünnepélyes keretek között 2017. november 8-án felavatták a Haladás-Swietelsky új labdarúgó-stadionját Szombathelyen a Rohonci úton. A zöld-fehérek az eszéki NK Osijek csapatát fogadták a gálamérkőzésen. A megnyitó ünnepségen beszédet mondott Szabó Tünde, az Emberi Erőforrások Minisztériumának sportért felelős államtitkára, Hende Csaba, az Országgyűlés alelnöke, a város fideszes országgyűlési képviselője, valamint Puskás Tivadar (Fidesz-KDNP) Szombathely polgármestere.
A Haladás Sportkomplexum több mint 15 milliárd forintos kormányzati támogatással másfél év alatt épült fel, a kivitelezést a Swietelsky–ZÁÉV konzorciuma végezte. A komplexum részét képezi egy csaknem 9 ezer fő befogadására alkalmas UEFA IV. besorolású futballpálya és egy multifunkcionális sportcsarnok, amelynek földszintjén a sakkozók, birkózók, ökölvívók kaptak helyet, de ugyanitt található egy bemelegítő folyosó és konditerem is. Az emeletet a kézilabdázók, futsallosok, röplabdázók vehetik birtokba, a nekik épített centerpálya mellett egy 500 fős lelátó is épült.
| 2017. szeptember 20., szerda 15:00 |

| Swietelsky Haladás                                  | 3 – 1               | NK Osijek (horvát I)              |
| --------------------------------------------------- | ------------------- | --------------------------------- |
| Ramos (1–1) 17' Grumics (2–1) 86' Petró (3–1) 90+3' | (1 – 1) Jegyzőkönyv | 6' (0–1) Hajradinović 56′ Simunec |

| Haladás Sportkomplexum, Szombathely Nézőszám: 8 000 Játékvezető: Pintér Csaba (magyar) Asszisztensek: Király K. és Huszár Balázs |

- Haladás: Király  (Gyurján  31' (Rózsa  60')) — Schimmer (Tóth D.  60'), Wils (Jánvári  86'), Németh Milán (Pinte  86'), Bošnjak (Medgyes  86') — Kiss B. (Kovács L.  60' (Jancsó  89')), Jagodics M. (Bolla  89') — Ramos (Mészáros K.  71'), Németh Márió (Rácz  60'), Halmosi (Kiss T.  60' (Funsho  89')) — Williams (Grumics  60' (Petró  89')) Megbízott edző: Vörös Csaba
- NK Osijek: Antolović (Malenica  szünetben) – Barisić, Lesjak, Simunec, Mioc (Ilic  szünetben) – Lopa (Boban  szünetben), Jambor (Lukić  60'), Hajradinović (Pusić  60'), Matas (Grgić  60') – Ejupi (Marić  szünetben), Skorić.

A mérkőzés elején hamar előnybe került a horvát bajnokságban második helyen álló, az Európa Liga csoportkörében szereplő Osijek. Az eszéki csapatból Hajradinovic lőtt gólt Király Gábornak. A 17. percben kiegyenlített a Haladás, ezzel megszületett az első szombathelyi gól az új stadionban: Németh Márió jobb oldali szöglete után a megcsúsztatott labdát Ramos a jobb felsőbe vágta; (1–1). A 31. percben lecserélték Király Gábort, hiszen mindhárom kapus lehetőséget kapott ezen a meccsen, természetesen felállva tapsolták a legendás játékost. A második félidőben a Haladás az 56. perctől emberelőnyben játszott miután Pintér játékvezető kiállította az utolsó emberként Williamset lerántó Simunecet. A hazaiak a hajrában megnyerték a meccset. A 80. percben előbb Kiss Tamás tornáztatta meg a vendégek kapusát, majd Jagodics fejelt a lécre. A 86. percben aztán Grumics szerezte meg a vezetést jelentő gólt, majd Petró a hosszabbításban állította be a végeredményt, a Haladás 3-1-re nyert az Osijek ellen.